# Алмаш (комуна)
Алмаш (рум. Almaș) — комуна у повіті Арад в Румунії. До складу комуни входять такі села (дані про населення за 2002 рік):
- Алмаш (1576 осіб) — адміністративний центр комуни
- Жоя-Маре (207 осіб)
- Редешть (552 особи)
- Чил (674 особи)

Комуна розташована на відстані 364 км на північний захід від Бухареста, 72 км на схід від Арада, 117 км на південний захід від Клуж-Напоки, 97 км на північний схід від Тімішоари.

## Населення
За даними перепису населення 2002 року у комуні проживали 3009 осіб.
Національний склад населення комуни:
| Національність   | Кількість осіб | Відсоток |
| ---------------- | -------------- | -------- |
| румуни           | 2897           | 96,3%    |
| цигани           | 101            | 3,4%     |
| угорці           | 6              | 0,2%     |
| українці         | 2              | 0,1%     |
| німці            | 1              | < 0,1%   |
| росіяни-липовани | 1              | < 0,1%   |
| словаки          | 1              | < 0,1%   |

Рідною мовою назвали:
| Мова       | Кількість осіб | Відсоток |
| ---------- | -------------- | -------- |
| румунська  | 2965           | 98,5%    |
| циганська  | 36             | 1,2%     |
| угорська   | 5              | 0,2%     |
| українська | 1              | < 0,1%   |
| німецька   | 1              | < 0,1%   |
| словацька  | 1              | < 0,1%   |

Склад населення комуни за віросповіданням:
| Релігія            | Кількість осіб | Відсоток |
| ------------------ | -------------- | -------- |
| православні        | 2048           | 68,1%    |
| п'ятдесятники      | 629            | 20,9%    |
| баптисти           | 321            | 10,7%    |
| римо-католики      | 5              | 0,2%     |
| греко-католики     | 2              | 0,1%     |
| адвентисти         | 2              | 0,1%     |
| не вказали релігію | 2              | 0,1%     |